# دايفيد باك
دايفيد باك (بالإنجليزية: David Buck)‏ (و. 1949 – 1989 م) هو ممثل، من المملكة المتحدة، ولد في لندن، توفي عن عمر يناهز 40 عاماً بسبب سرطان.

## وصلات خارجية
- دايفيد باك على موقع IMDb (الإنجليزية)
- دايفيد باك على موقع ألو سيني (الفرنسية)
- دايفيد باك على موقع أول موفي (الإنجليزية)
- دايفيد باك على موقع قاعدة بيانات الأفلام السويدية (السويدية)
- دايفيد باك على موقع قاعدة بيانات الفيلم (الإنجليزية)
- دايفيد باك على موقع كينوبويسك (الروسية)